# هيروي وولدي سيلاسي
هيروي وولدي سيلاسي (بالأمهرية: ብላቴን፡ጌታ፡ኅሩይ፡ወልደ፡ሥላሴ)‏، (باللاتينية: Heruy Wolde Selassie) كان وزيرا لخارجية إثيوبيا وكاتباً باللغة الأمهرية. ولد بتاريخ 8 أيار/مايو 1878، وتوفي بتاريخ 19 أيلول/سبتمبر 1938.

## روابط خارجية
- هيروي وولدي سيلاسي على موقع الموسوعة البريطانية (الإنجليزية)